# Etruščanska družba
Etruščanska družba je znana po spomenikih in izpopolnjenih napisih na njih, še posebej grobnic. Te informacije poudarjajo družinske podatke. Nekatere pogodbene informacije so na voljo tudi iz različnih virov. Rimski in grški zgodovinarji so imeli več povedati o etruščanski upravi.

## Aristokratske družine

### Držuba grobnic
Prebivalci, ki so jih omenjali napisi, so imeli v lasti grobnice, v katerih so ležali njihovi sorodniki. Bile so delo obrtnikov, ki so imeli precejšnje stroške, za kar so morali biti plačani. Komore so bile opremljene tudi s pohištvom, luksuznimi predmeti in nakitom, za te predmete je malo verjetno, da so bili na voljo navadnim državljanom. Sarkofagi so bili okrašeni, vsak je bil umetniško delo. Družba grobnic je bila torej družba aristokratov. Medtem ko so živeli, so bili magisteriali, zapisani v napisih. Njihove naloge so nejasne, vendar so bili v družbi vodilni možje.
Etruščani niso vedno imeli zadostnega bogastva za podporo nekropolam za svoje vodilne moške in jih zalagali z dragimi predmeti, ki so jih morali razbiti in so jih vrgli stran. Ljudje Villanovanske kulture so živeli v slabih preprostih kočah, s slabo opremo in so bile povezane s samooskrbnim kmetijstvom. Njihova preprosta posoda je znana kot bucero, navadni črni neokrašeni lonci. V 8. stoletju pr. n. št. se je začelo orientalizirano obdobje, čas priliva v luksuzu živečih Grkov. S seboj so prinesli svoje elegantne lončarske sloge in arhitekturne metode.
Toda vzpon etruščanske civilizacije ne moremo v celoti razložiti s priseljenci iz Grčije. Etruščani so postali pomorska sila. Do 7. stoletja so uvozili metode in materiale iz vzhodnega Sredozemlja in zapustili zapisane napise. Skupine villanovanskih vasi so zdaj združene v etruščanska mesta. Začele so se pojavljati grobnice. 

### Vzpon družine
Knežje grobnice niso bile za posameznike. Izvirni napisi kažejo, da so uporabljale družine v dolgih obdobjih, kar je zaznamovalo rast plemiške družine kot institucije, vzporedno kot gens v Rimu in morda celo po njegovem vzorcu. (v starodavnem Rimu je bil gens družina, sestavljena iz vseh tistih posameznikov, ki so imeli enako ime in zahtevali poreklo od skupnega prednika.) To ni etruščanski izvirnik, kot ni nobenega znaka v villanovanski kulturi. Etruščani so lahko uporabili kateri koli model vzhodnega Sredozemlja. Rast tega razreda je brez dvoma povezana z novim pridobivanjem bogastva s trgovino. Najbogatejša mesta so bila blizu obale.
Etruščansko ime družine je bilo lautn. V središču lautna je bil poročen par, tusurthir. Etruščani so bili monogamna družba, ki je poudarila združevanje. Pokrovi velikega števila sarkofagov (na primer Sarkofag zakoncev) krasijo kipi parov, nasmejanih v mladosti življenja (tudi če so bili pokojniki stari), naslonjeni drug na drugega ali z rokami drug okoli drugega. Vez je bila po družbeni volji očitno tesna.
Možno je, da so grški in rimski odnosi z Etruščani temeljili na nerazumevanju položaja žensk v njihovi družbi. V Grčiji in republikanskem Rimu so bile ugledne ženske večinoma omejene na hišo in družabništva z mešanim seksom ni bilo. Tako je bila svoboda žensk znotraj etruščanske družbe lahko napačno razumljena, saj pomeni njihovo spolno dostopnost.
Treba je omeniti, da številne etruščanske grobnice nosijo pogrebne napise v obliki »X sin [očeta] in [matere]«, kar kaže na pomembnost materine strani družine.

### Razvoj imen
Etruščanske konvencije o poimenovanju so zapletene in se zdi, da razkrivajo različne stopnje razvoja imen.  Faze veljajo le za plemiške nazive, ki so potrjeni v napisih. Ne glede na to, ali so navadni ljudje temu sledili ali so morda v najzgodnejši fazi ostajali neznani.

#### Rimski priimek
Vsakdo je v vsakem trenutku imel praenomen ali osebno ime, ki je bil preprost potomec antičnega imena ali sestavljenka, ki vsebuje smiseln izraz.  Označevalo je spol: aule / aulia, larth / lartha, arnth / arntia. Ni dokazov, da so dekleta imenovana za moške, kot v rimski družbi; to pomeni, da deklica ni vzela imena očeta ali moža. Nekatera imena so bila v celoti ženska.

#### Patronim in matronim
Kot v  indoevropskem prajeziku, so se posamezni moški nadalje razlikovali po patronimiku, ki bi se lahko oblikovali na nekaj različnih načinov:
- primer rodilnika: larth arnthal, Larth sin Arntha.
- primer rodilnika s clanom, "sin": larth clan arnthal,
- primer imenovalnika, oblikovan iz rodilnika s patronimsko pripono: -isa, -sa, -sla, ki jo Bonfantes obravnava kot zadostno nazorno ime: arnth larthal-isa.

Ženske so bile nadalje identificirane bodisi z imenom moža (gamonymic) ali s sinovim imenom v pokroviteljski sestavi. Za razliko od indoevropejcev so dekleta imela matronimiko, isto sestavo. Včasih so moški identificirani z matronimiko, zato nekateri dvomijo ali je bila zgodnja etruščanska družba patrilinearna. Moški so bili morda prevladujoči (patriarhat); bila je beseda za 'ženo', puia, ki konceptno povezuje ženo s svojim možem, vendar ne za moža. Ta imena in konvencije so prevladovale pri villanovanski kulturi.

#### Rimska osebna imena
Nomen gentile ali priimek datira v orientalizirano obdobje. Zapisana imena so minimalno binominalna: Vethur Hathisna, Avile Repesuna, Fasti Aneina. Za njim so dodani patronimi in druge dodatne specifikacije: Arnth Velimna Aules, 'Arnth Velimna, sin Aule'. V teh okoliščinah je mogoče uporabiti dvojno patronimiko, ki se imenuje oče in dedek: Arnth Velimna Aules clan Larthalisla, 'Arnth Velimna, sin Aule sin Lartha'.
Nomen gentil je nastal na več načinov, najpogosteje z -na pripono, -nas v južni Etruriji (verjetno primer rodilnika). Dopolnjena ime se lahko nanaša na posameznika družine: Arnth / Arnth-na, spure / spuri-na ali pa je lahko mitološka figura: usil / usel-na ali geografska lokacija: Velch / Vels-na.
Nomen gentil je bil pridevnik in se je lahko uporabljal kot samostalnik, ime v tem primeru, kot da bi bil to praenomen. V tem primeru se pojavijo moške in ženske oblike, morda najbližja jezikovna značilnost za spoštovanje spola: moški bi bil v družini vipina, poimenovan po prejšnjem posamezniku, Vipi, toda ženska v Vipinei ali moški v Velthina, imenovan po Velu in ženska v Veliana. Moška in ženska imena se nanašajo na isto družino. 
Verjetno v spoštovanju do italskega jezika, se lahko imenuje tudi rodilnik z -ie za moške ali -i in -a za ženske, morda iz italskega -ios ali njegove kasnejše oblike -ius, ki je lahko žensko -ia.  Običajno etruščansko  se lahko uporabljata skupaj: -na-ie..
Resna študija se šele začenja, zaradi kopičenja zadostnih imen, na katerih naj bi hipoteze postavili. Družina je lahko zgoščena na eni lokaciji ali se pojavlja v številnih mestih in jo je treba navajati na več kot ducat različnih načinov. Rimljani sami so v Rimu prepoznali veliko gensov, ki so bili prvotno Etruščani in od takrat so jih znanstveniki opazili več. Ni malo verjetno, da je bil velik del patricijskega razreda, ki je bil najmočnejši pod etruščanskimi kralji, izveden iz etruščanskega modela, ki ni starejše od 8. stoletja pred našim štetjem.

### Sorodstvo
Sorodstvo je definirano glede na ego ali »jaz«. Nato lahko navedem karkoli »jaz« ali pa ste z mano. Ženske lahko trdijo, da so hčerka očeta, sec ali sech, in žena moža puia. Nasprotno, mož nikoli ni bil opisan kot mož žene. Etruščanska družba je bila torej patrilinealna in verjetno egalitarna.
Sorodstvo med Etruščani je bilo vertikalno ali generacijsko. Sledili so šest generacij. Poleg mi ('jaz') je posameznik priznal clan ('sin') ali sec ('hčerka'), neftś ('vnuk') in prumaths ('pravnuk'). Vsak sam je imel apa in ati ('oče' in 'mama') in sorodnike starejše od njih.
Zdi se, da je obstajala delitev sorodnikov po materi ali očetu: apa nachna in ati nachna, sorodniki deda in babice. Na nivoju samega sebe je opazno pomanjkanje besed za teto, strica ali bratranca. Zelo verjetno je bila apa generacijska beseda: pomenila je oče ali katerega koli od očetovih moških sorodnikov. Podobno naj bi ati pomenil vsakega sorodnika materine starosti ali generacije. Ruva ('brat') je poznan, a ne sestra. Možno je, čeprav je težko ugotoviti, da je imela ruva širši pomen »vsakega povezanega samca generacije«.
To vodoravno zlaganje sorodnikov posredno velja tudi za samega sebe. Telals so starejši potomci, bodisi moški ali ženski, od babice, pa tudi papals dedka. Težko je ugotoviti,ali neftś pomeni 'vnuk' ali 'nečak', čeprav bi tu lahko prišlo do medkulturnega onesnaženja z latinskimi nepōs (<IE *nepōts), ki izhajajo iz sorodstvene vrste tipa Omaha. V tipu Omaha se ista beseda uporablja za nečaka in vnuka, vendar ta vrsta sorodstva po navadi nima izrazov, ki se uporabljajo za »krvno določene generacije«, za katere se domnevav etruščanske podobnosti.
Etruščani so bili pazljivi tudi pri razlikovanju statusa v družini. Bila je pastorka in pastorek, sech farthana in clan thuncultha (čeprav to lahko v resnici pomeni 'prvi sin', ki temelji na korenu thun- 'en'), pa tudi mačeha, ativu (dobesedno 'majhna mati'), posvojen sin, clanti in univerzalna tašča, netei. Drugi izrazi niso bili tako visoki ali demokratični. Sistem je bil podoben rimskemu. Etera so bili sužnji, natančneje tuji sužnji. Ko so bili osvobojeni, so bili lautni (moški) ali lautnitha (ženski), osvobojeni moški ali ženske, ki so bili tesno povezani z družino in so bili njeni odjemalci v zameno za služenje in spoštovanje.

## Uprava
Zgodovinsko so Etruščani dosegli državni sistem družbe, z ostanki poglavarstva in plemenskih oblik. V tem so bili pred okoliškimi Italiki, ki so še vedno imeli poglavarje in plemena. Rim je v tem smislu bila prva italska država, vendar se je začela kot etruščanska. Menijo, da se je etruščanski vladni slog spremenil iz skupne monarhije v oligarhično demokracijo (kot rimska republika) v 6. stoletju pred našim štetjem. Pomembno je omeniti, da se to ni zgodilo vsem mestnim državam.
Vlada etruščanske države je bila v bistvu teokracija. Vlada je bila gledano kot osrednja oblast nad vsemi plemenskimi in klanskimi organizacijami. Ohranila je moč nad življenjem in smrtjo; v resnici je gorgona, starodavni simbol te moči, videti kot motiv v etruščanskih dekoracijah. Pripadnike te državne oblasti je združila skupna religija. Politična enotnost v etruščanski družbi je bila mestna država, ki je bila verjetno uradnik metluma, 'okrožja'. Etruščanska besedila imenujejo kar nekaj magistrates (sodnikov), brez večjega namigovanja glede njihove funkcije: camthi, parnich, purth, tamera, macstrev in tako naprej. Ljudje so bili mech. Glavni vladar metluma je bil morda zilach, prej pa tudi lucumo (laukum), sakralni monarh (infinitiv glagola 'vladati' je lucair).
Vse mestne države Etruščanov so bile zbrane v konfederaciji ali »zvezi«. Viri nam povejo, da so bile tri. Zveza iz neznanega razloga, verjetno verskega, je morala vključevati 12 mestnih držav. Beseda za zvezo je bila mech rasnal. Enkrat na leto so se države sestale na fanu ali svetem mestu (latinsko fanum), da bi razpravljale o vojaških in političnih zadevah ter tudi izbrale vodjo konfederacije, zilath mechl rasnal, ki je imel pisarno eno leto. Etruščanska konfederacija se je srečala pri fanum Voltumnaejem, 'svetiščem Voltumne'. Njihova zveza je bila imenovana duodecim populi Etruriae ali 'dvanajst narodov Etrurije'.
Odnos med Rimom in Etruščani ni bil nekdo od zunaj, ki je osvojil tuje ljudi. Etruščani so Rim obravnavali kot enega svojih mest, morda prvotno v Latianski / Campanski zvezi. V celoti je mogoče, da se je rodbina Tarquins pritožila Lars Porseni iz Clusiuma (Clevsin), ker je bil za to leto vodja Etruščanske konfederacije. Bil bi dolžan pomagati Tarquinsu, če mu je všeč ali ne.
Rimljani so napadli in priključili posamezna mesta med letoma 510 in 290 pr. n. št. Ta navidezna neenotnost Etruščanov je verjetno štela za notranje nestrinjanje s strani Etruščanov. Na primer, po plenjenju Rimu s strani Galcev, so Rimljani razpravljali o tem ali naj se množično preselijo v mesto Veii, ki jih niti ne bi mogli upoštevati, če bi v Veii mislil, da so to tuji ljudje. Sčasoma Rim je ustvaril pogodbe s posameznimi etruščanskimi državami, namesto s celoto.  Takrat je zveza razpadla zaradi stalne hegemonije Rima in naraščajoče asimilacije etruščanske civilizacije z njo, kar je bil naravni izid, saj je bila rimska civilizacija v veliki meri etruščanska.